# Lonchura striata domestica
El capuchino del Japón, manón o isabelita del Japón (Lonchura striata domestica) es una de las aves domésticas más populares, tanto por su escaso valor monetario, que la hace muy accesible, como por la facilidad de su crianza. Su origen se debe al cruce selectivo del capuchino culiblanco (Lonchura striata) con otras especies de estríldidos del género Lonchura.

## Origen de la subespecie
Como ya se ha mencionado, el manón (Lonchura striata domestica) es un ser que no existe en estado silvestre, sino que su existencia es debida al trabajo de cría y selección por parte del hombre. Su aparición es producto del cruce de Lonchura striata (un ave antiguamente muy común en algunos países y regiones del oriente asiático, como China, India, Japón, Sumatra y Tailandia) con otras especies afines, gracias a la labor de avicultores y criadores japoneses.

## Origen del nombre
Aparentemente, el nombre vulgar de esta especie en lengua castellana es una deformación de la denominación que la misma recibe en idioma francés: moineau du Japon (gorrión de Japón). En los países de habla inglesa, se lo conoce como bengalese (bengalí, en Gran Bretaña) o Society finch (pinzón de las Sociedad, en los Estados Unidos).

## Carácter y apariencia

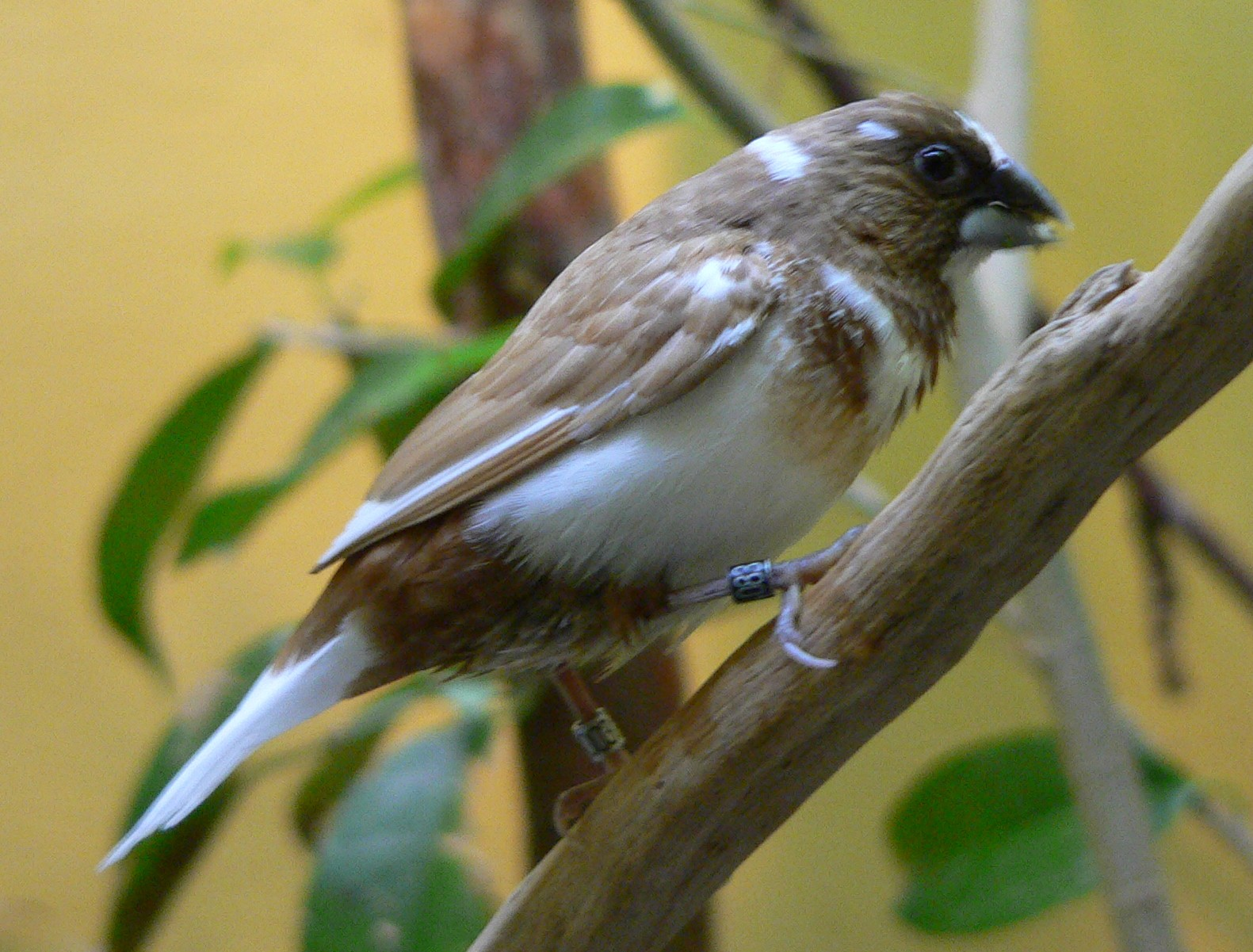
Manón mascota

El manón es un pájaro muy sociable, al punto tal que acepta una apacible convivencia con otras especies, fundamentalmente de estríldidos, como el diamante de Gould, el diamante mandarín, el diamante de Bichenov, el padda o el diamante starfinch.
Su tamaño no sobrepasa los once centímetros de longitud.
El color del plumaje varía del negro al blanco, presentando todas las tonalidades intermedias en la gama de los marrones (crema, canela, ocre, habano, chocolate). Existen ejemplares monocromos, bicromos o tricromos. Si bien la mayoría de los manones tienen el plumaje liso, algunos criadores han obtenido ejemplares con plumas rizadas. También existen los manones con copete, resultado de la cruza selectiva.
El color de los ojos puede ser negro o rojo (en los ejemplares albinos)
No existe dimorfismo sexual, por lo que resulta prácticamente imposible la distinción entre los machos y las hembras de la especie. Los diferentes criadores utilizan distintas técnicas para determinar el sexo del individuo según su apariencia externa (grosor del pico, brillo del plumaje, etc.), pero ninguna resulta segura. Aunque presentando, todavía, márgenes de error, es mucho más confiable la observación de los hábitos de conducta de los pájaros: por lo general, los ejemplares más movedizos y cantarines son machos, las hembras trinan, pero no cantan.

## Longevidad
La longevidad del manón oscila entre los cuatro a cinco años.

## Alimentación
Esta ave es eminentemente granívora, alimentándose, preferentemente, de granos (mijo, alpiste, colza) y hojas (lechuga, escarola).

## El manón como mascota

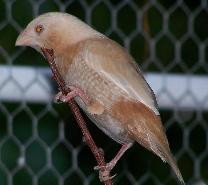
Ejemplar de mutación albina

La facilidad de su mantenimiento, el bajo costo monetario de los especímenes y la sencilla crianza han hecho del manón una mascota ideal para los amantes de las aves principiantes y para aquellos que tienen poco espacio disponible en sus viviendas.
Los veterinarios y avicultores recomiendan ubicarlos en jaulas más largas que altas (como aquellas utilizadas para la crianza del canario —Serinus canaria—); el tamaño ideal de las mismas es de entre 45 y 50 cm de largo por 30 de alto. 
Se les debe proporcionar un nido tipo caja (el que, habitualmente, se expende en las tiendas de animales para ser empleados en la cría del periquito australiano —Melopsittacus undulatus—). Para facilitarle al casal la construcción del nido, el criador deberá otorgarle heno seco, pelo de animales, fibras naturales... Si la intención del aficionado es la crianza de estas aves, es conveniente no mantenerlos en colonia, puesto que todos los individuos que la componen intentarán dormir en el nido (incluso con el beneplácito de los progenitores), dañando, con esa conducta, los huevos y matando, involuntariamente, a los pichones. Lo ideal es, para esos fines, mantener en la jaula un casal o trío (compuesto por un macho y dos hembras) de aves.
Como estos pájaros son muy afectos al baño, es más que recomendable el colocar en la pajarera una bañadera para aves, a la que habrá que ponerle agua fresca a cada tanto, sobre todo en la temporada estival.